# Dalol (hidrotermalni sistem)
Dalol je edinstven kopenski hidrotermalni sistem okoli vulkana v obliki pepelnega stožca v Danakilski depresiji, severovzhodno od pogorja Erta Ale v Etiopiji. Znano je po svojih nezemeljskih barvah in mineralnih vzorcih ter zelo kislih tekočinah, ki iztekajo iz njegovih hidrotermalnih vrelcev.

## Etimologija
Izraz Dalol so skovali Afarci in pomeni raztapljanje ali razkroj ter opisuje pokrajino zelenih kislih ribnikov in gejzirjev (pH-vrednosti manj kot 1) ter puščavskih ravnic železovega oksida, žvepla in soli.

## Opis
Vzpetina Dalol ima površino približno 3 x 1,5 km in se dviga približno 60 m nad okoliškimi slanimi planotami. Krožna vdolbina blizu središča je verjetno zrušen krater. Jugozahodna pobočja imajo z vodo erodirane solne kanjone, stebre in bloke. Obstajajo številni slani izviri in polja majhnih fumarol.
Številni topli vrelci tukaj izlivajo slanico in kislo tekočino. Majhni, razširjeni, začasni gejzirji proizvajajo stožce soli. Nahajališča Dalol vključujejo znatne količine pepelike, ki so jih našli neposredno na površju. Rumena, oker in rjava barva so posledica prisotnosti železa in drugih primesi. Starejši, nedelujoči izviri so zaradi oksidacijskih procesov po navadi temno rjavi.

## Nastanek
Nastalo je z vdorom bazaltne magme v miocenske usedline soli in posledično hidrotermalno aktivnostjo. Leta 1926 so tukaj potekali freatski izbruhi, ki so oblikovali vulkan Dalol; številni drugi erupcijski kraterji so posejani po bližnjih solinah. Ti kraterji so najnižje znane subaerial vulkanske odprtine na svetu, na 45 m ali več pod morsko gladino. Oktobra 2004 se je plitva komora magme pod Dalolom izpraznila in napajala vdor magme proti jugu pod razpoko. Najnovejši znaki dejavnosti so se pojavili januarja 2011, ko je morda prišlo do razplinjevanja globoko pod površjem.

## Fizične lastnosti
Dalol leži v evaporitni nižini Danakilske depresije v Afarskem trikotniku, v podaljšku bazaltnega vulkanskega območja Erta Ale. Vdor bazaltne magme v morsko sedimentno zaporedje Danakila je povzročil nastanek strukture solne kupole, kjer je hidrotermalni sistem. Starost hidrotermalnega sistema ni znana in zadnji freatski izbruh, ki je povzročil nastanek kraterja s premerom 30 m znotraj kupole, se je zgodil leta 1926. Širše območje Dalola je znano kot eno najbolj suhih in vročih krajev na planetu. Je tudi ena najnižjih točk na kopnem, saj leži 125 m pod srednjo gladino morja. Druge znane hidrotermalne značilnosti v bližini Dalola so ribnik Gaet'Ale in Črna jezera.
Hidrotermalni izviri Dalola izpuščajo anoksične, hiperkisle (pH < 0), hiperslane (skoraj 10-krat več slane kot morska voda), visokotemperaturne (višje od 108 °C) slanice, ki vsebujejo več kot 26 g /L železa. Glavni plini, ki jih izpuščajo izviri in fumarole, so ogljikov dioksid, vodikov sulfid, dušik, žveplov dioksid; in sledi vodika, argona in kisika. Čeprav obstaja več drugih hiperkislih (pH < 2) vulkanskih sistemov, ki jih večinoma najdemo v kraterskih jezerih in hidrotermalnih mestih, se pH vrednosti Dalola znižajo daleč pod ničlo. Zaradi soobstoja tako ekstremnih fizikalno-kemijskih značilnosti (pH, slanost, visoka temperatura, pomanjkanje kisika itd.) je Dalol eno redkih 'poli-ekstremnih' območij na Zemlji. Zato je Dalol ključni sistem za astrobiološke študije, ki raziskujejo meje življenja. Deli regije so skoraj sterilni, razen raznolikega nabora 'ultrasmajhnih' arhej.
Dalol je zelo dinamičen; aktivni izviri postanejo neaktivni in novi izviri nastanejo na novih mestih v razponu dni, kar se odraža tudi v barvah mesta, ki se spreminjajo s časom, od bele do zelene, limete, rumene, zlate, oranžne, rdeče, vijolične in oker. V nasprotju z drugimi hidrotermalnimi sistemi, ki so znani po svojih barvitih bazenih (npr. Grand Prismatic Spring), kjer barve nastanejo zaradi biološke aktivnosti, barvna paleta Dalola nastane z anorgansko oksidacijo bogatih železovih faz. Druga fascinantna značilnost Dalola je široka paleta nenavadnih mineralnih vzorcev, kot so solni stebri, miniaturni gejzirji, lokvanji, kristali v obliki cvetov, skorje v obliki jajc in krogle v obliki biserov. Glavne mineralne faze, ki jih najdemo v Dalolu, so halit, jarozit, hematit, akaganeit in drugi Fe-oksihidroksidi, sadra, anhidrit, silvin in karnalit.

## Odsotnost življenja
Oktobra 2019 je francosko-španska skupina znanstvenikov objavila članek v reviji Nature Ecology and Evolution, v katerem ugotavlja, da medtem ko so slane planote polne halofilnih mikroorganizmov, v Dalolovih multi-ekstremnih ribnikih ni življenja zaradi kombinacije hiperkislo in hiperslano okolje ter obilice magnezija (ki katalizira denaturacijo biomolekul). Druga ekipa pa je prvič poročala o dokazih o obstoju življenja v teh vročih vrelcih s kombinacijo morfoloških in molekularnih analiz. Pokazalo se je, da so ultra majhne strukture zakopane v nahajališčih mineralov, ki so identificirani kot člani reda Nanohaloarchaea.

## Zgodovina
Območje Dalol leži do 120 metrov pod morsko gladino in je bilo v preteklosti večkrat poplavljeno, ko so vode iz Rdečega morja pritekle v depresijo. Zadnja ločitev od Rdečega morja je bila pred približno 30.000 leti.
Odkritje vulkana s strani prvih evropskih naseljencev zagotovo izvira iz prve kolonizacije in ekspedicij v regiji, v 17. ali 18. stoletju. Toda sovražnost depresije, neznosna vročina, ki tam vlada, in nevarnosti lokacije (bazeni kisline, strupeni hlapi) niso bili v prid raziskovanju območij blizu kraterja. Nasprotno, Erta Ale je bil veliko bolj dostopen, še posebej zato, ker je del preloma, kjer je (imenovan Erta Ale Range), bistveno višji. Zadnji izbruh tega freato-magmatskega vulkana sega v leto 2011.

## Galerija
- Puščava Danakil, pogled iz Dalola
- Formacije soli in žvepla v Dalolu
- Solni kanjoni
- Žvepleni ribniki
- Vodnik hodi po Dalolu